# جيمي آن ألمان
جيمي آن ألمان (بالإنجليزية: Jamie Anne Allman)‏ (و. القرن 20  م) هي ممثلة، وممثلة تلفزيونية أمريكية، ولدت في بارسونز.

## وصلات خارجية
- جيمي آن ألمان على موقع IMDb (الإنجليزية)
- جيمي آن ألمان على موقع ألو سيني (الفرنسية)
- جيمي آن ألمان على موقع أول موفي (الإنجليزية)
- جيمي آن ألمان على موقع قاعدة بيانات الفيلم (الإنجليزية)
- جيمي آن ألمان على موقع كينوبويسك (الروسية)